# Alec Soth
Alec Soth (Minneapolis, 1969) è un fotografo statunitense.

## Biografia
Soth realizza "progetti americani su larga scala" con gli Stati Uniti del Midwest. Il critico d'arte del New York Times Hilarie M. Sheets ha scritto di aver fatto una "carriera fotografica per trovare chimica con estranei" e fotografare "solitari e sognatori". Il suo lavoro tende a concentrarsi sulle "immagini insolite e ossessivamente banali dell'America moderna" secondo la critica d'arte di The Guardian Hannah Booth. È membro di Magnum Photos.
Soth ha pubblicato vari libri del suo lavoro per importanti editori e autopubblicato attraverso il suo Little Brown Mushroom. Le pubblicazioni principali sono Sleeping by the Mississippi, Niagara, Broken Manual, Songbook e I Know How Furiously Your Heart Is Beating.
Ha ricevuto borse di studio dalle fondazioni di McKnight e Jerome e ha ricevuto il premio Santa Fe del 2003 per la fotografia. Le sue fotografie sono presenti nelle principali collezioni pubbliche e private, tra cui il Museo di arte moderna di San Francisco, il Museum of Fine Arts di Houston, il Minneapolis Institute of Arts e il Walker Art Center. Il suo lavoro è stato ampiamente esposto, anche nell'ambito della Biennale di Whitney del 2004 e di una grande mostra personale presso Media Space a Londra nel 2015.

## Vita e lavoro
Ha studiato al Sarah Lawrence College di Bronxville. È stato segnalato per essere dolorosamente timido nella sua giovinezza.
A Soth piaceva il lavoro di Diane Arbus. Ha viaggiato lungo il fiume Mississippi e ha realizzato un libro autostampato intitolato Sleeping by the Mississippi che includeva sia paesaggi che ritratti. I curatori della Biennale di Whitney del 2004 lo hanno messo nel loro spettacolo, e una delle loro fotografie intitolate "Charles", di un uomo in tuta da volo sul tetto con in mano due modellini d'aeroplano, è stata usata nel loro poster.
Quando fotografa le persone, a volte Soth si sente nervoso. Ha detto: "il mio imbarazzo conforta le persone, penso. Fa parte dello scambio." Quando era in viaggio, aveva delle note che descrivevano i tipi di foto che voleva attaccare al volante della sua auto. Una lista era: "barbe, osservatori di uccelli, cacciatori di funghi, ritirate per uomini, dopo la pioggia, figure da dietro, valigie, persone alte (specialmente magre), bersagli, tende, case sugli alberi e file di alberi.  Alle persone, chiedeva il permesso per fotografarle e spesso aspettava che si mettessero a loro agio; a volte usava una fotocamera 8x10. Cercava di trovare un "arco narrativo e una vera narrazione" e immagini in cui ogni immagine porterà alla successiva.
Il suo primo libro, Sleeping by the Mississippi, è stato pubblicato nel 2004. Il suo secondo libro, Niagara, è stato pubblicato nel 2006. Una delle sue foto è quella di una donna in abito da sposa seduta fuori da quello che sembra essere un motel; racconta di aver preso un accordo con una particolare cappella nuziale nelle Cascate del Niagara che gli ha permesso di fotografare le coppie che si sposavano, fotografandole dopo i loro matrimoni.
Soth realizzò molti altri libri fotografici tra cui Last Days of W, un libro su un paese "sfinito dalla presidenza di George W. Bush".
Ha fotografato per The New York Times Magazine, Fortune e Newsweek.
Soth, insieme allo scrittore Lester B. Morrison, ha creato Broken Manual per quattro anni (2006-2010) un manuale di istruzioni per coloro che cercano di sfuggire alla propria vita. Soth indaga sui luoghi in cui le persone si ritirano per sfuggire alla civiltà, fotografa monaci, sopravvissuti, eremiti e fuggitivi.
Contemporaneamente ha prodotto il libro fotografico From Here to There: Alec Soth's America una panoramica della fotografia di Soth dai primi anni '90 ad oggi.
Soth ha fondato la casa editrice Little Brown Mushroom (LBM) nel 2010. Attraverso di esso, pubblica i suoi, e quello di altre persone affini, "libri di fotografia narrativa che funzionano in modo simile ai libri per bambini", in formati di libri, riviste e giornali. Ha collaborato a numerosi libri con Brad Zellar, uno scrittore del Minnesota delle Twin Cities.
Nel 2010, Soth è volato nel Regno Unito ma, nonostante non avesse fatto domanda per un visto di lavoro, gli era stato permesso di entrare nel paese con la consapevolezza che se fosse stato "catturato mentre fotografava" poteva essere messo in prigione per due anni. Così ha consegnato la macchina fotografica alla sua giovane figlia che ha fatto delle foto a Brighton.
Una mostra fotografica del 2016, intitolata Hypnagogia, presentava 30 immagini dell'esplorazione di 20 anni di Soth sullo stato tra veglia e sonno. "Descritto come un fenomeno neurologico, associato in modo ricorrente alla creatività, uno stato ipnagogico è l'esperienza onirica mentre sveglia che evoca immagini vivide, a volte realistiche", ha spiegato Soth nella dichiarazione dell'artista per il progetto.
Nel 2004 è diventato un candidato dell'agenzia Magnum Photos e nel 2008 è diventato membro a pieno titolo. Vive con moglie e figli a Minneapolis.
Il suo lavoro è stato paragonato a quello di Walker Evans e Stephen Shore.

## Pubblicazioni

### Pubblicazioni di Soth
- Sleeping by the Mississippi. With essays by Patricia Hampl and Anne Wilkes Tucker and "Selected Notes to the Photographs".
  - Göttingen: Steidl, 2004. ISBN 9783865210074.
  - Göttingen: Steidl, 2008. ISBN 978-3-86521-753-0.
  - Expanded edition with 2 additional photographs. London: Mack. ISBN 978-1-910614-89-1.
- Niagara. Göttingen: Steidl, 2008. ISBN 978-3865212337. Photographs by Alec Soth, essays by Richard Ford,"1962", and Philip Brookman, "Over the Rainbow: Alec Soth's Niagara".
  - London: Mack, 2018. ISBN 978-1-912339-259.
- Fashion Magazine. Paris: Magnum, 2007. ISBN 978-2-9524102-1-2.
- Dog Days Bogota. Göttingen: Steidl, 2007. ISBN 978-3-865214-51-5.
- Last Days of W. St. Paul, MN: Little Brown Mushroom, 2008.
- Sheep. TBW Subscription Series #2. Oakland, CA: TBW, 2009. Edition of 800 copies. The other volumes are by Todd Hido, Abner Nolan and Marianne Mueller.
- Broken Manual. Göttingen: Steidl, 2010. ISBN 978-3-869301-99-0. With Lester B. Morrison.
- From Here to There: Alec Soth’s America. Minneapolis, MN: Walker Art Center, 2010. ISBN 978-0-935640-96-0. Catalogue of a retrospective exhibition curated by Siri Engberg. Foreword by Olga Viso; texts by Geoff Dyer, "Riverrun"; Britt Salvesen, "American History"; Barry Schwabsky, "A Wandering Art"; a poem by August Kleinzahler, "Sleeping it off in Rapid City"; and Soth in conversation with Bartholomew Ryan, "Dismantling My Career". Includes separate book The Loneliest Man in Missouri by Soth, inserted into back cover.
- Ash Wednesday, New Orleans. Kamakura, Japan: Super Labo, 2010.
- One Mississippi. Nazraeli Press, 2010.
- Lonely Boy Mag. No. A-1: Alec Soth’s Midwestern Exotica. St. Paul, MN: Little Brown Mushroom, 2011. Edition of 1000 copies. Photographs and text by Soth.
- One Day: 10 Photographers. Heidelberg: Kehrer, 2011. ISBN 978-3-86828-173-6. A boxed set of ten books of photographs taken on 21 June 2010. Edited by Harvey Benge. The other books are by Jessica Backhaus, Gerry Badger, Benge, John Gossage, Todd Hido, Rob Hornstra, Rinko Kawauchi, Eva Maria Ocherbauer and Martin Parr.
- La Belle Dame Sans Merci. Edizioni Punctum, 2011. Edition of 500 copies.
  - Italian-language edition. Text in Italian. 175 copies of the 500 total edition.
- Looking for Love. Berlin: Kominek Bücher, 2012.
- Ohio. LBM Dispatch #1. Saint Paul, MN: Little Brown Mushroom, 2012. Text by Brad Zellar. Edition of 2000 copies.
- Upstate. LBM Dispatch #2. Saint Paul, MN: Little Brown Mushroom, 2012. Text by Brad Zellar. Edition of 2000 copies.
- Michigan. LBM Dispatch #3. Saint Paul, MN: Little Brown Mushroom, 2012. Text by Brad Zellar. Edition of 2000 copies.
- Three Valleys. LBM Dispatch #4. Saint Paul, MN: Little Brown Mushroom, 2013. Text by Brad Zellar. Edition of 2000 copies.
- Colorado. LBM Dispatch #5. Saint Paul, MN: Little Brown Mushroom, 2013. Text by Brad Zellar Edition of 2000 copies.
- Texas. LBM Dispatch #6. Saint Paul, MN: Little Brown Mushroom, 2013. Text by Brad Zellar. Edition of 2000 copies.
- Georgia. LBM Dispatch #7. Saint Paul, MN: Little Brown Mushroom, 2014. Text by Brad Zellar. Edition of 2000 copies.
- Ping Pong Conversations: Alec Soth with Francesco Zanot. Rome: Contrasto, 2013. ISBN 978-8869654091. Transcripts compiled from conversations between Soth and Zanot, with new and previously published photographs by Soth. Zanot contributes an introduction, "Alec Soth: the Recycling of Photography".
- Bogota Funsaver. One Picture Book 88. Portland, OR: Nazraeli Press, 2014. ISBN 9781590054178. Edition of 500 copies.
- Songbook. Göttingen. London: Mack, 2015. ISBN 978-1910164020.
- Gathered Leaves. London: Mack, 2015. ISBN 9781910164365. 29 large format postcards and mini facsimile versions of Sleeping by the Mississippi, Niagara, Broken Manual, and Songbook. With an introduction by Kate Bush and an essay by Aaron Schuman.
- I Know How Furiously Your Heart Is Beating. London: Mack, 2019. ISBN 978-1-912339-31-0. Includes an interview with Soth by Hanya Yanagihara.

### Pubblicazioni con altri
- Mondo suburbano: le foto di Norling. Saint Paul, MN: Minnesota Historical Society ; Borealis, 2008. ISBN 9780873516099 . Brad Zellar, Irwin D. Norling, Soth.
- Il progetto di Auckland. Santa Fe, Nuovo Messico: Radius, 2011. ISBN 978-1-934435-26-7 . Due volumi in una valigetta, l'altro è di John Gossage, le stelle meridionali: una guida alle costellazioni visibili nell'emisfero meridionale.
- Lonely Boy Mag 2 di Alec Soth: ragazzi e le loro macchine. St. Paul, MN: Little Brown Mushroom, 2011. Testo e fotografie di Todd Hido, Soth, Chad States e diorami erotici di Peter Davidson. Edizione di 1000 copie.
- Il progetto del 1968: A Nation Coming of Age. Saint Paul, MN: Minnesota Historical Society Press, 2011. ISBN 9780873518420 . Brad Zellar, Soth.
- Rodarte. JRP | Ringier, 2011. Fotografie di Soth e Catherine Opie .
- House of Coates. Fotografie di Alec Soth e Lester B. Morrison, testo di Brad Zellar. 
  - Saint Paul, MN: Little Brown Mushroom, 2012. ISBN 9781199591036 .
  - Coffee House, 2014. ISBN 978-1566893701.

### Pubblicazioni a cura o con contributi di Soth
- L'immagine che verrà: come il cinema ispira i fotografi. Gottinga: Steidl, 2007.
- Georgian Spring: A Magnum Journal = ქართულიგაზაფხული მაგნუმი ს დღიურები. Londra: Chris Boot, New York: Magnum, 2009. ISBN 978-1905712151 . Introduzione di Wendell Steavenson. Fotografie di vari fotografi Magnum.
- Brighton Picture Hunt. Brighton: Photoworks, 2010. ISBN 978-1903796429 . Fotografie di Carmen Soth, a cura di Soth.
- Cartoline dall'America. Fotografie di Soth, Jim Goldberg, Susan Meiselas, Paolo Pellegrin, Mikhael Subotzky e Ginger Strand . Magnum, 2012. Un libro, adesivi per paraurti, un giornale, due pieghevoli, tre carte, un poster e cinque zine, tutto in una scatola. Edizione di 500 copie.
- A proposito di Face. San Francisco: Pier 24 Photography, 2014. ISBN 978-0-9839917-2-4 . Con saggi di Philip Gefter, Sandra S. Phillips e Ulrike Schneider. Edizione di 1000 copie. Catalogo della mostra.
- The Open Road: Photography & the American Road Trip. A cura e con testo di David Campany . Fotografie di vari. 
  - New York: Aperture, 2014. ISBN 978-1-59711-240-6 .
  - Road Trips: Voyages photographiques à travers l'Amérique. Parigi: Textuel, 2014. ISBN 9782845975002 . Versione in lingua francese.
  - En la Carretera: Viajes fotográficos a Través de Norteamérica. Madrid: La Fábrica, 2014. ISBN 9788415691822 . Versione in lingua spagnola.
- Rochester 585/716: una cartolina dall'America Project. New York: Aperture; San Francisco: Pier 24 Photography, 2015. ISBN 978-1-59711-340-3 . Edizione di 1000 copie.[8][9] Fotografie di vari fotografi Magnum.
- Fotografia ABC. Berlino: Tarzipan, 2017. Fotografie di vari. Testo di Monte Packham.
- Casa. Tokyo: Magnum Photos Tokyo, 2018. ISBN 978-4-9909806-0-3.

## Mostre personali
- 2004: Alec Soth 'Sleeping by the Mississippi', Yossi Milo Gallery, New York, NY.[10]
- 2004: Alec Soth 'Sleeping by the Mississippi', Stephen Wirtz Gallery, San Francisco, CA.[11]
- 2005: Gagosian Gallery, New York, NY.[12]
- 2006: Alec Soth 'Niagara', Gagosian Gallery, New York, NY.[13]
- 2006: Alec Soth - Niagara, Wohnmaschine, Berlino.[14]
- 2006: Alec Soth: Niagara, Weinstein Gallery, Minneapolis, MN.
- 2009: The Last Days of W., Gagosian Gallery, New York, NY.[15]
- 2009/2010: Niagara, Williams College Museum of Art, Williamstown, MA.[16]
- 2010/2011: Alec Soth: linea nera di boschi, High Museum of Art, Atlanta, GA.[17]
- 2010: Mississippi Niagara, Triennale di Milano, Milano.[18]
- 2010/2011: Alec Soth: da qui a lì, Walker Art Center, Minneapolis, MN.[19]
- 2011: Alec Soth: Broken Moments, Galerie Friedrich Loock, Berlino.[20]
- 2012: Alec Soth: La Belle Dame sans Merci, Multimedia Art Museum, Mosca, Central Exhibition Hall Moscow Manege, Mosca.[21]
- 2012: Broken Manual, Sean Kelly Gallery, New York, NY.[22]
- 2015/2016: Raccolta delle foglie, Media Space, Science Museum, Londra, 2015/2016;[23][24][25] The Finnish Museum of Photography, Helsinki, 2016/2017.[26]
- 2019 So quanto furiosamente il tuo cuore stia battendo la Fraenkel Gallery, San Francisco[27]

## Collezioni
L'opera di Soth si svolge nelle seguenti collezioni pubbliche:
- Museum of Contemporary Photography, Chicago, IL: 6 stampe (da giugno 2018)[28]
- Museum of Modern Art, New York: 1 stampa (da giugno 2018)[29]
- Pier 24 Photography, San Francisco, CA: 12 stampe (da giugno 2018)[30]
- San Francisco Museum of Modern Art, San Francisco, CA: 14 stampe (da giugno 2018)[31]
- Walker Art Center, Minneapolis, MN: 55 partecipazioni (stampe e libri, giugno 2018)[32]
- Whitney Museum of American Art, New York: 4 stampe (da giugno 2018)[33]

## Premi
- 1999: McKnight Foundation Photography Fellowship, Minneapolis, MN.[34]
- 2001: borsa di studio e di viaggio, Jerome Foundation, per dormire nel Mississippi.[35]
- 2001: Minneapolis College of Art and Design (MCAD) / Borse di studio Jerome Foundation per artisti emergenti.[36]
- 2003: Premio Santa Fe per la fotografia.[37]
- 2004: McKnight Foundation Photography Fellowship, Minneapolis, MN.
- 2005: Art Works Residency Program, Galleria CEPA: Contemporary Photography & Visual Arts Center, Buffalo, NY. Mentre si lavora su Niagara.[38]
- 2006: Finalista, Premio Deutsche Börse Photography . Un premio di £ 3000.[39][40]
- 2008: Bush Fellowship, Bush Foundation, Saint Paul, MN. Una sovvenzione di $ 50000.[41][42]
- 2011: Infinity Award dall'International Center of Photography, categoria di pubblicazione, per From Here to There: Alec Soth's America .[43]
- 2013: John Simon Guggenheim Fellowship in Photography dalla John Simon Guggenheim Memorial Foundation .[44]
- 2013: McKnight Foundation Photography Fellowship, Minneapolis, MN.[45]
- 2014: sovvenzione Knight Arts Challenge dalla John S. e James L. Knight Foundation Un premio di $ 35000 per la creazione di The Winnebago Workshop.[46][47][48]